# Der Schatten von Caravaggio
Der Schatten von Caravaggio (Originaltitel: L’ombra di Caravaggio) ist ein Historiendrama von Michele Placido, das im November 2022 in die italienischen und im Dezember 2022 in die französischen Kinos kam. Es handelt sich um eine Filmbiografie über den italienischen Maler Caravaggio, dargestellt von Riccardo Scamarcio.

## Handlung
Italien im Jahr 1610: Michelangelo Merisi, besser bekannt als Caravaggio, gilt als brillanter Maler. Auch betätigt er sich als Rebell gegen die kirchlichen Vorschriften. Diese schreiben unter anderem vor, wie religiöse Themen in der Kunst dargestellt werden müssen. Als Papst Paul V. davon erfährt, dass Caravaggio Prostituierte, Diebe und Vagabunden als Modelle für seine Gemälde verwendet, lässt er Nachforschungen anstellen. Der vatikanische Geheimdienst soll mehr über den Maler in Erfahrung bringen. Die Ergebnisse sollen ausschlaggebend dafür sein, ob Caravaggio eine Begnadigung zuteilwird – er hatte nach seiner Verurteilung zum Tode wegen Mordes an einem Rivalen eine ersucht. Die Untersuchungen leitet ein unter dem Namen „der Schatten“ bekannter Ermittler. Er kommt den widersprüchlichen Lastern und Tugenden Caravaggios auf die Schliche. Auch liegt das Leben des Künstlers in seinen Händen.

## Produktion

### Filmstab und Besetzung

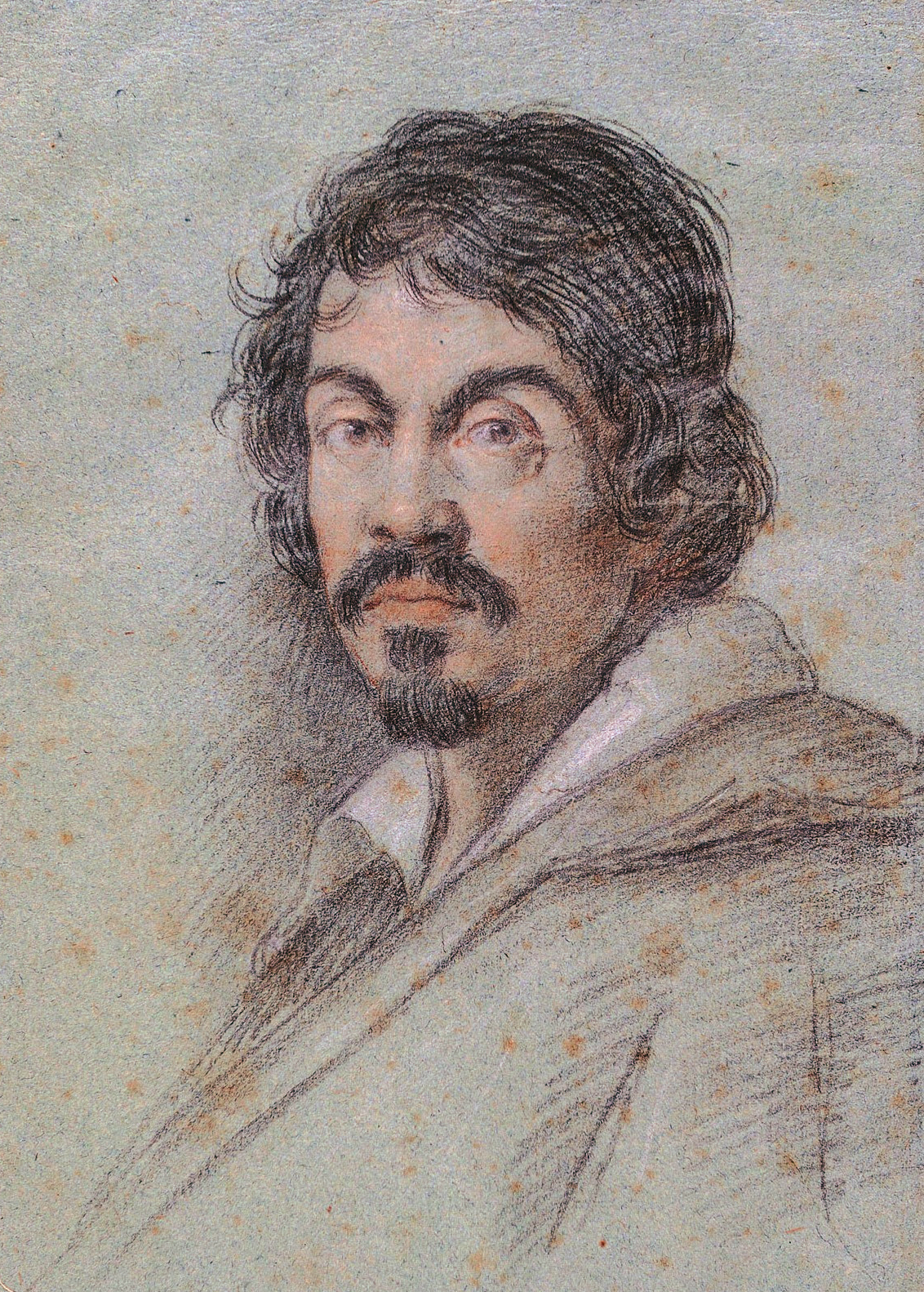
Der italienische Maler Caravaggio

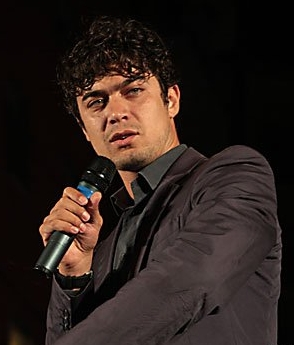
Im Film wird er von Riccardo Scamarcio verkörpert

Regie führte Michele Placido, der gemeinsam mit Sandro Petraglia und Fidel Signorile auch das Drehbuch schrieb.
Riccardo Scamarcio spielt in der Hauptrolle Caravaggio, Louis Garrel ist in der Rolle seines titelgebenden Schattens zu sehen, der als eine Art Inquisitor nacheinander die Menschen aus seinem Umfeld befragt. Isabelle Huppert übernahm die Rolle der Marquise Costanza Sforza di Santa Fiora, die den Künstler von klein an beschützte. Micaela Ramazzotti spielt Lena Antonietti, eine Prostituierte und Geliebte Caravaggios. Der Rapper Tedua spielt seinen Assistenten Cecco, Brenno Placido, der Sohn des Regisseurs, spielt Ranuccio. Lolita Chammah verkörpert die Kurtisane Anna Bianchini, die Caravaggio Model saß, unter anderem für sein Meisterwerk Tod der Jungfrau Maria. Zu den weiteren Nebendarstellern gehören Vinicio Marchioni, der Caravaggios Rivalen Giovanni Baglione spielt, Alessandro Haber als Battista, Gianfranco Gallo als der im Gefängnis sitzende Philosoph Giordano Bruno, Moni Ovadia als der Kirchenmann Filippo Neri und Lorenzo Lavia als der Maler Orazio Gentileschi. Der Regisseur selbst ist in der Rolle des Kardinal Del Monte zu sehen.

### Dreharbeiten, Szenenbild und Kostüme
Die Dreharbeiten begannen am 21. September 2020 in Neapel und wurden auch hier beendet. Weiter drehte man in Rom, in der Umgebung von Viterbo, Ariccia, Frascati und auf Malta. Als Kameramann fungierte der Italiener Michele D’Attanasio, der zuvor für den Spielfilm Drei Etagen von Nanni Moretti und hiernach für deren Film Il sol dell’avvenire tätig war.
Das Szenenbild stammt von Tonino Zerra, die Kostüme von Carlo Poggioli.

### Marketing und Veröffentlichung
Ende August 2022 wurde der erste Trailer vorgestellt. Die Weltpremiere des Films erfolgte am 18. Oktober 2022 beim Festa del Cinema di Roma. Am 3. November 2022 kam der Film in die italienischen und am 28. Dezember 2022 in die französischen Kinos. Am 15. September 2023 eröffnet er das Bucharest International Film Festival. Der Kinostart in Deutschland war am 12. Oktober 2023. Im November 2023 wird er bei Camerimage vorgestellt.

## Rezeption

### Kritiken
Gianmaria Cataldo von cinefilos.it schreibt, Regisseur Michele Placido habe mit dem Kameramann Michele D'Attanasio in L’ombra di Caravaggio viele Szenen und Bilder geschaffen, die eindeutig vom Werk Caravaggios inspiriert sind. So wie der Künstler Licht und Schatten verwendete, um das Hell-Dunkel zum Leben zu erwecken, das den Figuren ein skulpturales Relief verleiht, verwende der Film dieselbe Technik, um dem Gezeigten eine größere Intensität und Dramatik zu verleihen. So gesehen sei L’ombra di Caravaggio ein Film, der dem Stil des Künstlers, von dem er erzählt, sehr nahe kommt. Durch Licht- und Schattenspiele, die an die Gemälde von Caravaggio erinnern, konstruiere Placido seinen Film auf fast expressionistische Weise und bringe die Seele seiner Figuren zum Vorschein.

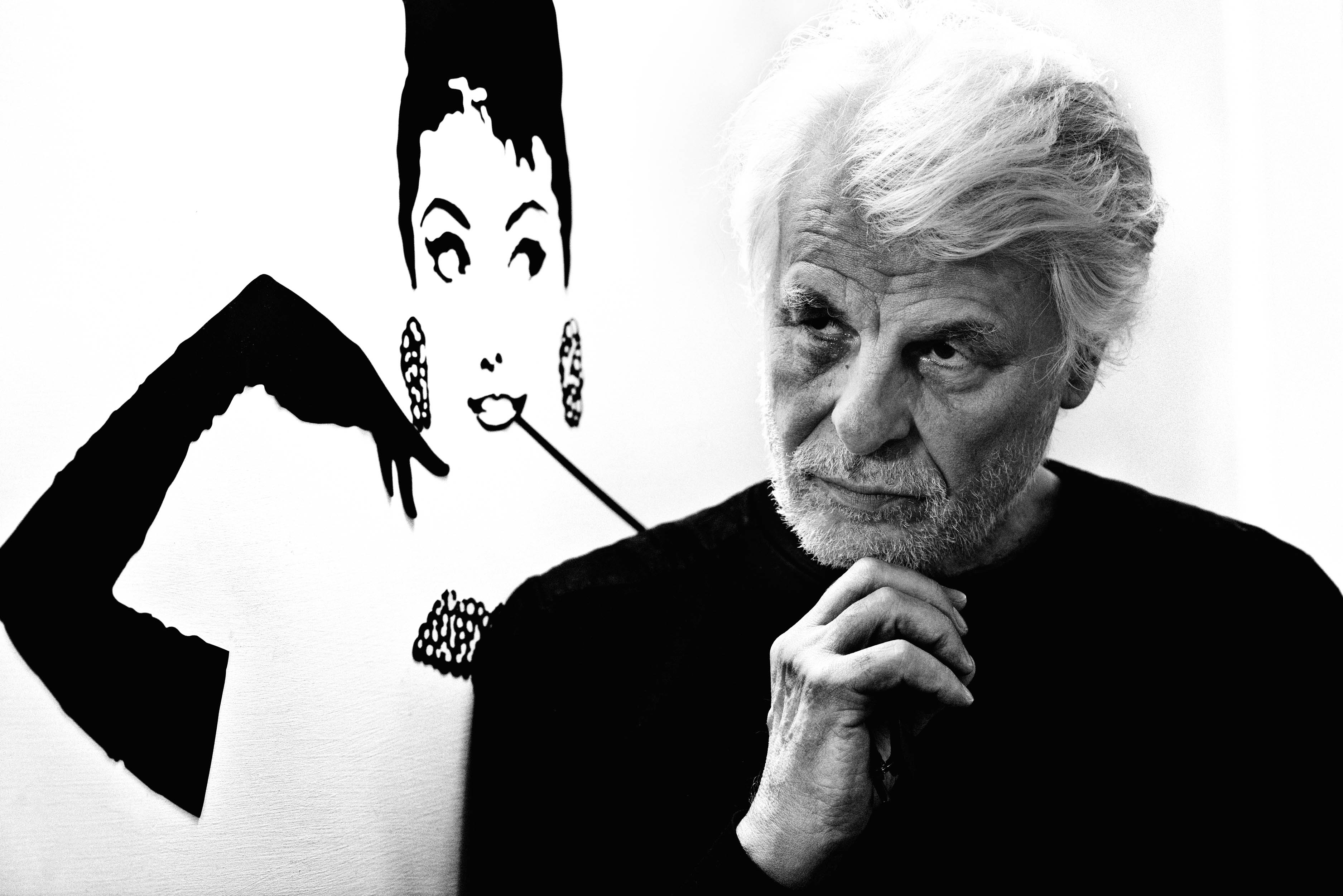
Regisseur Michele Placido

Michael Meyns, Filmkorrespondent der Gilde deutscher Filmkunsttheater, erklärt in seiner Kritik, vom ersten Moment an tauche Michele Placido mit Verve ins Leben des Michelangelo Merisi da Caravaggio ein, reich ausgestattet, im Spiel mit Licht und Schatten die Gemälde des Subjekts nachahmend, mit großer Lust an Fleisch, Körpersäften und Exzess. Dass er dabei aus Sicht eines Dritten erzählt, ermögliche es Placido und seinen Drehbuchautoren lose Episoden aus dem Leben Caravaggios aneinanderzureihen, die sich nach und nach zu einem Bild des Künstlers formen, vor allem aber die Frage beantworten, warum er bei der Kirche gleichermaßen beliebt und umstritten war. Am Ende des Films fühle man sich dem Maler und Menschen näher, habe einen ein wenig oberflächlichen, aber bunten und mitreißenden Einblick in das Leben um 1600 bekommen und vor allem Lust, sich intensiver mit einer der schillerndsten Figuren der Kunstgeschichte zu beschäftigen.

### Auszeichnungen
David di Donatello 2023
- Auszeichnung mit dem Jugendpublikumspreis (Michele Placido)
- Auszeichnung für die Besten Frisuren (Desiree Corridoni)[16]

Nastro d’Argento 2023
- Auszeichnung für die Beste Kamera (Michele D’Attanasio)
- Auszeichnung für das Beste Szenenbild (Tonino Zera)
- Auszeichnung für die Besten Kostüme (Carlo Poggioli)[17]

Festa del Cinema di Roma 2022
- Nominierung in der Sektion Grand Public